# Wouldn’t It Be Good
Wouldn’t It Be Good – drugi singiel angielskiego muzyka Nika Kershawa, pochodzący z wydanego w 1984 roku albumu Human Racing. Był to pierwszy singiel Kershawa, który przyniósł mu popularność. W Wielkiej Brytanii uplasował się na 4. miejscu. Popularność zdobył nie tylko w Europie, ale także m.in. w Stanach Zjednoczonych, Kanadzie, Południowej Afryce i Australii.
Sukces „Wouldn’t It Be Good” spowodował wydanie reedycję wcześniejszego singla „I Won't Let the Sun Go Down on Me”, który blisko pół roku po pierwszej publikacji zdobył jeszcze większą popularność, zajmując 2. miejsce w Wielkiej Brytanii.
W 1985 roku, podczas koncertu Live Aid na stadionie Wembley, Kershaw wykonał piosenkę „Wouldn’t It Be Good”, wraz z trzema innymi piosenkami: „The Riddle”, „Wide Boy” i „Don Quixote”.

## Notowania
| Lista (1984)                            | Pozycja |
| --------------------------------------- | ------- |
| Australia (ARIA Charts)                 | 5       |
| Holandia (Nederlandse Top 40)           | 24      |
| Irlandia (IRMA)                         | 2       |
| Niemcy (Media Control GmbH)             | 2       |
| Norwegia (VG-Lista)                     | 6       |
| Szwajcaria (Schweizer Hitparade)        | 3       |
| Kanada (RPM)                            | 9       |
| Wieka Brytania (UK Singles Chart)       | 4       |
| Włochy (FIMI)                           | 14      |
| Stany Zjednoczone („Billboard” Hot 100) | 46      |
| Francja (SNEP)                          | 35      |
| Południowa Afryka                       | 14      |
| Austria (Ö3 Austria Top 40)             | 12      |

## Inne wersje
W 2006 roku został wydany singiel „Wouldn’t It Be Good”, nagrany przez niemieckie trio Cascada. Materiał pochodzi z debiutanckiego albumu Everytime We Touch. Singiel wydany został tylko w Szwecji, i dotarł tam do 54. miejsca.